# Khúc côn cầu trên cỏ tại Đại hội Thể thao Đông Nam Á 2017
Khúc côn cầu trên cỏ tại Đại hội Thể thao Đông Nam Á 2017 diễn ra tại Sân vận động Khúc côn cầu Quốc gia ở Bukit Jalil.

## Lịch thi đấu
Sau đây là lịch thi đấu của giải đấu khúc côn cầu trên cỏ:
| VB | Vòng bảng | B | Trận play-off tranh hạng 3 | CK | Chung kết |

| Nội dung | Thứ 2 21/8 | Thứ 3 22/8 | Thứ 4 23/8 | Thứ 5 24/8 | Thứ 6 25/8 | Thứ 7 26/8 | CN 27/8 | Thứ 2 28/8 | Thứ 2 28/8 | Thứ 3 29/8 | Thứ 3 29/8 |
| -------- | ---------- | ---------- | ---------- | ---------- | ---------- | ---------- | ------- | ---------- | ---------- | ---------- | ---------- |
| Nam      |            | VB         | VB         | VB         | VB         | VB         | VB      |            |            | B          | CK         |
| Nữ       | VB         | VB         | VB         | VB         | VB         | VB         |         | B          | CK         |            |            |

## Quốc gia tham dự
- Indonesia
- Malaysia
- Myanmar
- Singapore
- Thái Lan

## Giải đấu Nam

### Vòng bảng
| VT | Đội          | ST | T | H | B | BT | BB | HS  | Đ  | Giành quyền tham dự   |
| -- | ------------ | -- | - | - | - | -- | -- | --- | -- | --------------------- |
| 1  | Malaysia (H) | 4  | 4 | 0 | 0 | 39 | 2  | +37 | 12 | Tranh huy chương vàng |
| 2  | Myanmar      | 4  | 2 | 1 | 1 | 8  | 10 | −2  | 7  | Tranh huy chương vàng |
| 3  | Singapore    | 4  | 2 | 1 | 1 | 12 | 17 | −5  | 7  | Tranh huy chương đồng |
| 4  | Thái Lan     | 4  | 0 | 1 | 3 | 6  | 15 | −9  | 1  | Tranh huy chương đồng |
| 5  | Indonesia    | 4  | 0 | 1 | 3 | 7  | 28 | −21 | 1  |                       |

## Giải đấu Nữ

### Vòng bảng
| VT | Đội          | ST | T | H | B | BT | BB | HS  | Đ  | Giành quyền tham dự   |
| -- | ------------ | -- | - | - | - | -- | -- | --- | -- | --------------------- |
| 1  | Malaysia (H) | 4  | 4 | 0 | 0 | 30 | 0  | +30 | 12 | Tranh huy chương vàng |
| 2  | Thái Lan     | 4  | 2 | 1 | 1 | 7  | 5  | +2  | 7  | Tranh huy chương vàng |
| 3  | Singapore    | 4  | 2 | 0 | 2 | 7  | 7  | 0   | 6  | Tranh huy chương đồng |
| 4  | Indonesia    | 4  | 1 | 1 | 2 | 4  | 16 | −12 | 4  | Tranh huy chương đồng |
| 5  | Myanmar      | 4  | 0 | 0 | 4 | 0  | 20 | −20 | 0  |                       |

## Tóm tắt huy chương

### Bảng tổng sắp huy chương
| Hạng               | Đoàn               | Vàng | Bạc | Đồng | Tổng số |
| ------------------ | ------------------ | ---- | --- | ---- | ------- |
| 1                  | Malaysia           | 2    | 0   | 0    | 2       |
| 2                  | Thái Lan           | 0    | 1   | 0    | 1       |
| 2                  | Myanmar            | 0    | 1   | 0    | 1       |
| 4                  | Singapore          | 0    | 0   | 2    | 2       |
| Tổng số (4 đơn vị) | Tổng số (4 đơn vị) | 2    | 2   | 2    | 6       |

### Danh sách huy chương
| Nội dung     | Vàng | Bạc | Đồng |
| ------------ | --- | --- | --- |
| Giải đấu Nam | Malaysia (MAS) · Muhamad Ramadan Rosli · Muhammad Marhan Jalil · Mohammad Fitri Saari · Joel Samuel van Huizen · Faizal Saari · Mohamad Sukri Abdul Mutalib · Nabil Fiqri Mohammad Noor · Kumar Subramaniam · Muhammad Razie Abdul Rahim · Faiz Helmi Jali · Muhammad Azri Hassan · Meor Muhamad Azuan Hasan · Muhammad Hafizuddin Othman · Tengku Ahmad Tajuddin · Nik Muhammad Aiman Rozemi · Muhammad Shahril Saabah · Muhammad Rashid Baharom · Mohamad Izad Hakimi Jamaluddin | Myanmar (MYA) · Aung Myo Thu · Thant Zin Oo · Aye Myint Ko · Zar Ni · Hein Min Zaw · Sit Nyein Aye · Than Htut Win · Thein Htike Oo · Thet Htwe · Thein Htike Aung · Thet Paing Tun · Nay Shein · Soe Lin Aung · Ko Wai · Nyein Chan Aung · Pyae Sone Lin · Maung Hein · Ko Ko Lin | Singapore (SGP) · Wee Wei Xuan · Muhammad Fazly Abdul Rahman · Enrico Elifh Marican · Jaspal Singh Grewal · Dineshraj Vijayan Naidu · Akash Prebhash Chandra · Silas Abdul Razak Noor Shah · Nur Ashriq Ferdaus Zul'kepli · Ian James Valence Vanderput · Norman Teo · Tan Yi-Ru · Mohamad Farhan Kamsani · Muhammad Fazri Jailani · Muhammad Aidil Ibrahim · Muhammad Hafiz Abdul Rased · Gary Lee Quan Hua · Mohammed Sabri Yuhari · Hazmi Ibrahim |
| Giải đấu Nữ  | Malaysia (MAS) · Farah Ayuni Yahya · Nuraini Abdul Rashid · Nuraslinda Said · Nurul Nabihah Mansur · Noor Hasliza Ali · Raja Norsharina Shahbuddin · Siti Noor Amarina Ruhani · Juliani Din · Norbaini Hashim · Norazlin Sumantri · Hanis Nadiah Onn · Surizan Awang Noh · Nur Zafirah Aziz · Nur Syafiqah Zain · Mas Huzaimah Aziz · Siti Rahmah Othman · Wan Norfaiezah Saiuti · Fatin Shafika Sukri                                                                             | Thái Lan (THA) · Alisa Narueangram · Praphatson Khuiklang · Jenjira Kijpakdee · Kanyanut Nakpolkrung · Sirikwan Wongkeaw · Onuma Doungsuda · Pornsuree Toemsombatbowon · Akamsiri Gasornjan · Khwanchanok Suksin · Jongjit Boonmee · Natthakarn Aunjai · Boonta Duangurai · Supansa Samanso · Ornpanee Watcharoen · Thipvicha Jangiawechai · Anongnat Piresram · Kornkanok Sanpoung · Siraya Yimkrajang | Singapore (SGP) · Taylor Liu Yu Tong · Nur Atiqah Abdullah Rahim · Tiffany Ong Zi Ting · Ivy Chan Ai Wei · Chua Xinni · Tam Wang Ting · Ho Puay Ling · Nurul Sofia Atikah Saban · Hajaratih Johana · Toh Li Min · Laura Tan Si Ru · Cheryll Chia · Felissa Lai Shiqi · Jerelee Ong Yan Ting · Rhys Wong Sze Hwee · Nur Syaheeza Mohd Jefri · Syasya Rifqah Sanip · Gene Leck Yuan Jie                                                                |